# Семено-Макаровский сельсовет
Семено-Макаровский сельсове́т — упразднённая в 2008 году административно-территориальная единица и сельское поселение (тип муниципального образования) в составе Ермекеевского района. Почтовый индекс — 452198. Код ОКАТО — 80225819000. Объединён с сельским поселением Ермекеевский сельсовет.

## Состав сельсовета
село Семено-Макарово — административный центр. В 1985 году исключили деревни Курятмас и Тимофеевка.

## История
В 1985 году вышел Указ Президиума ВС Башкирской АССР от 24.05.1986 N 6-2/185 «Об исключении из учетных данных некоторых населенных пунктов», согласно которому сельсовет уменьшился на две деревни: Курятмас и Тимофеевка.
В 2008 году был упразднён весь сельсовет. 
Закон Республики Башкортостан от 19.11.2008 N 49-з «Об изменениях в административно-территориальном устройстве Республики Башкортостан в связи с объединением отдельных сельсоветов и передачей населённых пунктов», ст.1 п. 21) а) гласил:

 "Внести следующие изменения в административно-территориальное устройство Республики Башкортостан:
 по Ермекеевскому району:

объединить Ермекеевский, Семено-Макаровский и Абдулкаримовский
сельсоветы с сохранением наименования «Ермекеевский» с административным
центром в селе Ермекеево.
Включить село Семено-Макарово Семено-Макаровского сельсовета, село
Абдулкаримово Абдулкаримовского сельсовета в состав Ермекеевского сельсовета.

Утвердить границы Ермекеевского сельсовета согласно представленной схематической карте.

Исключить из учётных данных Семено-Макаровский и Абдулкаримовский
сельсоветы 

## Географическое положение
На 2008 год граничил с муниципальными образованиями: Елань-Чишминский сельсовет, Нижнеулу-Елгинский сельсовет, Ермекеевский сельсовет («Закон Республики Башкортостан от 17.12.2004 N 126-з (ред. от 19.11.2008) „О границах, статусе и административных центрах муниципальных образований в Республике Башкортостан“»).